# NGC 6027E
NGC 6027D is een groep sterren die een staart (Engels: tidal tail) vormen van het sterrenstelsel NGC 6027 in het sterrenbeeld Slang. Het maakt deel uit van het Sextet van Seyfert.

## Synoniemen
UGC 10116 NED06
- PGC 56579
- HCG 79b